# Národní park Écrins
Národní park Écrins (francouzsky Parc national des Écrins) je jeden z deseti francouzských národních parků. Leží v jihovýchodní části Francie, jižně od Grenoblu a severně od Gapu, v departementech Isére a Hautes-Alpes.
Skládá se z horského regionu Dauphineských Alp. Stoupá do výše 4102 m n. m. vrcholem Barre des Écrins a rozkládá se na ploše 918 km² ve vysokohorské oblasti, s vysokými vrcholy, ledovcovými poli, ledovcovými údolími, alpskými pastvinami, subalpskými lesy a jezery. Jeho hranice jsou většinou shodné s masivem des Ecrins, ohraničeném hlavními údolími řek Drac, Romanche a Durance (spolu s Guisane). Park byl oceněn Evropským diplomem chráněných území.

## Území

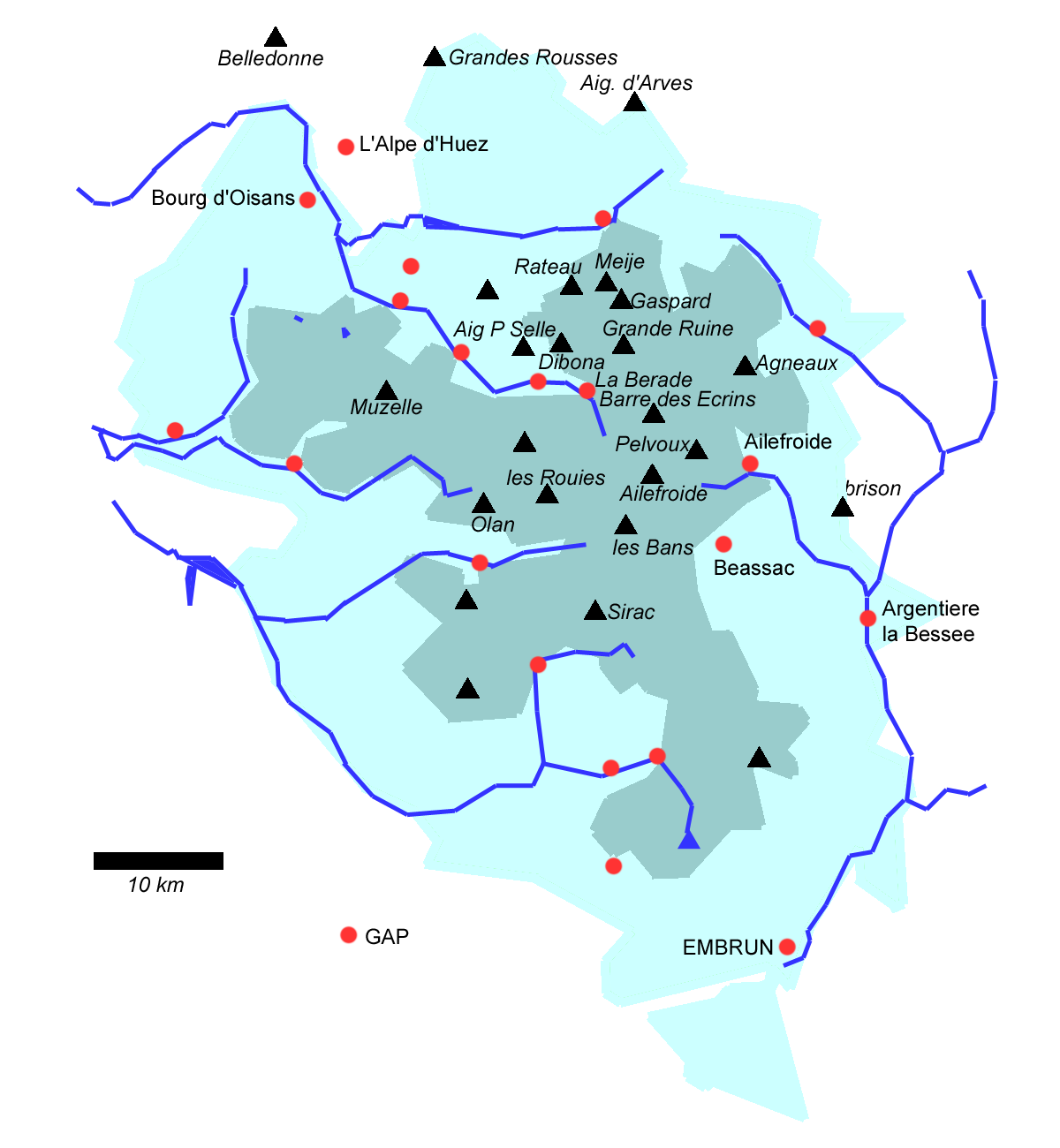
Hranice parku a hlavní hřebeny, města a řeky

Národní park Écrins pokrývá území následujících obcí:
Ancelle, Aspres-lès-Corps, Bénévent-et-Charbillac, Besse-en-Oisans, Buissard, Chabottes, Champcella, Champoléon, Chantelouve, Châteauroux-les-Alpes, Chauffayer, Clavans-en-Haut-Oisans, Crots, Embrun, Entraigues, Freissinières, L'Argentière-la-Bessée, La Chapelle-en-Valgaudémar, La Grave, La Motte-en-Champsaur, Lavaldens, Le Bourg-d'Oisans, Le Monêtier-les-Bains, Le Périer, Les Costes, Les Infournas, Les Vigneaux, Mizoën, Mont-de-Lans, Orcières, Oris-en-Rattier, Ornon, Oulles, Pelvoux, Prunières, Puy-Saint-Vincent, Puy-Saint-Eusèbe, Puy-Sanières, Réallon, Réotier, Saint-Apollinaire, Saint-Bonnet-en-Champsaur, Saint-Christophe-en-Oisans, Saint-Clément-sur-Durance, Saint-Eusèbe-en-Champsaur, Saint-Firmin[nepřesný odkaz], Saint-Jacques-en-Valgodemard, Saint-Jean-Saint-Nicolas, Saint-Julien-en-Champsaur, Saint-Léger-les-Mélèzes, Saint-Maurice-en-Valgodemard, Saint-Michel-de-Chaillol, Savines-le-Lac, Valbonnais, Valjouffrey, Vallouise, Vénosc, Villar-d'Arêne, Villard-Notre-Dame, Villard-Reymond, Villar-Loubière.